# Branka
Branka je žensko osebno ime.

## Izvor imena
Ime Branka izhajaiz slovanskih dvočlenskih imen, kot sta Branimira, Branislava.Ime Branka pa je mogoče razlagati tudi kot Angleško obliko imena Muchfat.

## Različice imena
Branimira, Branislava, Branimirka, Branislavka, Brankica, Bronislava

## Pogostost imena
Po podatkih Statističnega urada Republike Slovenije je bilo na dan 31. decembra 2007 v Sloveniji število ženskih oseb z imenom Branka: 3.399. Med vsemi ženskimi imeni pa je ime Branka po pogostosti uporabe uvrščeno na 79. mesto.

## Osebni praznik
Osebe z imenom Branka godujejo takrat kot Branko, Branimira, Branislava.